# Ole Palsbo
Ole Svarre Palsbo, né à Copenhague le 13 août 1909 et mort dans la même ville le 11 juin 1952, est un réalisateur de cinéma danois.
Pratiquement inconnu hors de son pays, Ole Palsbo paraît avoir été l'un des meilleurs réalisateurs danois d'après-guerre aux idées généreuses et à la fabuleuse verve satirique dans le contexte du courant réaliste des années 1940.

## Filmographie

### Acteur

#### Cinéma
- 1952 : Man burde ta' sig af det : Speaker (Voix)

### Réalisateur

#### Cinéma
- 1943 : For folkets fremtid
- 1946 : Diskret Ophold
- 1947 : Prends ce que tu veux[réf. nécessaire]
- 1947 : Ta', hvad du vil ha'
- 1949 : Kampen mod uretten
- 1951 : Familien Schmidt
- 1952 : Man burde ta' sig af det
- 1952 : Vi arme syndere

#### Courts-métrages
- 1942 : Spild er penge
- 1945 : Stop tyven

### Scénariste

#### Cinéma
- 1942 : Natekspressen P903
- 1951 : Familien Schmidt

#### Courts-métrages
- 1942 : Spild er penge
- 1945 : Stop tyven